# Гутьеррес, Хоакин (футболист)
Хоакин Игнасио Гутьеррес Хара (исп. Joaquín Ignacio Gutiérrez Jara; род. 4 июля 2002, Чигуайанте, Био-Био) — чилийский футболист, защитник клуба «Уачипато».

## Клубная карьера
Гутьеррес — воспитанник клуба «Уачипато». 25 сентября 2020 года в матче против «Депортес Ла-Серена» он дебютировал в чилийской Примере. 16 января 2021 года в поединке против «Сантьяго Уондерерс» Хоакин забил свой первый гол за «Уачипато». 

## Международная карьера
В 2019 году в составе юношеской сборной Чили Гутьеррес принял участие в юношеском чемпионате Южной Америки в Перу. На турнире он был запасным и на поле не вышел.